# Phoniocercus sanmartini
Espèce
Synonymes
- Cercophonius himalayensis Lourenço, 1996

Phoniocercus sanmartini est une espèce de scorpions de la famille des Bothriuridae.

## Distribution
Cette espèce est endémique du Chili. Elle se rencontre dans les régions de Biobío, d'Araucanie, des Fleuves et des Lacs.

## Description
Le mâle holotype mesure 31 mm et la femelle paratype 37,6 mm.

## Étymologie
Cette espèce est nommée en l'honneur de Pablo Rubens San Martín.

## Publication originale
- Cekalovic, 1968 : Phoniocercus sanmartini, nueva especia de Bothriuridae de Chile (Scorpionida, Bothriuridae). Boletin de la Sociedad de Biologia de Concepcion, vol. 40, p. 63-79 (texte intégral).